# Abenhall
Abenhall est un village du Gloucestershire, en Angleterre. Il est situé dans l'ouest du comté, près de la frontière du Herefordshire, à une quinzaine de kilomètres à l'ouest de la ville de Gloucester. Administrativement, il est rattaché à la paroisse civile de Mitcheldean, qui relève du district de Forest of Dean.

## Géographie
Abenhall est situé dans la forêt de Dean, à 2 km au sud de Mitcheldean, dans une vallée.

## Histoire
Un manoir est attesté à Abenhall au début du XIVe siècle. Il se transmet à diverses familles au fil des siècles jusqu'à sa destruction au milieu du XIXe siècle.
Les recensements effectués entre 1801 et 1931 montrent que la population d'Abenhall est à son minimum en 1801, avec 185 habitants, et à son maximum en 1881, avec 268 habitants. La paroisse civile d'Abenhall est abolie et rattachée à celle de Mitcheldean le 1er avril 1935.

## Patrimoine
L'église d'Abenhall est dédiée à saint Michel et tous les anges. La majeure partie du bâtiment, construit en grès rouge, remonte au XIVe siècle, avec quelques ajouts au XVe siècle. La nef sud et le porche ont été reconstruits en 1749 et l'église entière a été restaurée en 1875. C'est un monument classé de Grade II* depuis 1955.
Un vitrail inauguré en 2011 célèbre le travail des freeminers (en), les mineurs indépendants qui exploitent les gisements de charbon et de fer de la forêt de Dean.